# ماتیاس فایتون
ماتیاس فایتون (فرانسوی: Matthias Phaëton‎؛ زادهٔ ۸ ژانویهٔ ۲۰۰۰) بازیکن فوتبال اهل فرانسه است که در پست مهاجم بازی می‌کند.
از باشگاه‌هایی که در آن بازی کرده‌است می‌توان به باشگاه فوتبال گنگام اشاره کرد.
وی همچنین در تیم‌های ملی فوتبال France national under-16 football team، زیر ۱۷ سال فرانسه، و تیم ملی فوتبال جزیره گوادلوپ بازی کرده‌است.